# Daniel Withrow
Daniel Withrow (Rochester Hills, 24 mei 1990) is een Amerikaans voetballer die dienstdoet als doelman. Hij verruilde in 2014 Columbus Crew voor Portland Timbers.

## Clubcarrière
Withrow werd door Columbus Crew als achtentwintigste gekozen in de MLS Supplemental Draft 2013 op 22 januari 2013.